# Goryczka trojeściowa

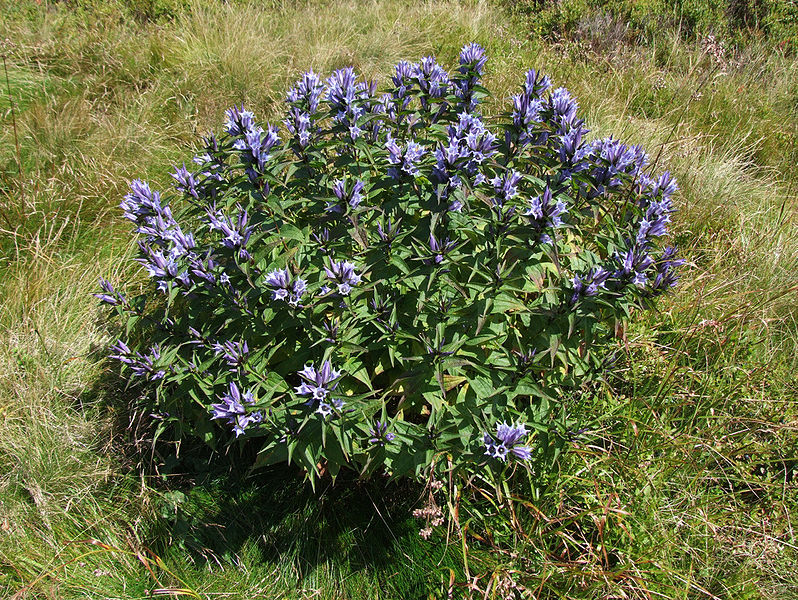
Pokrój

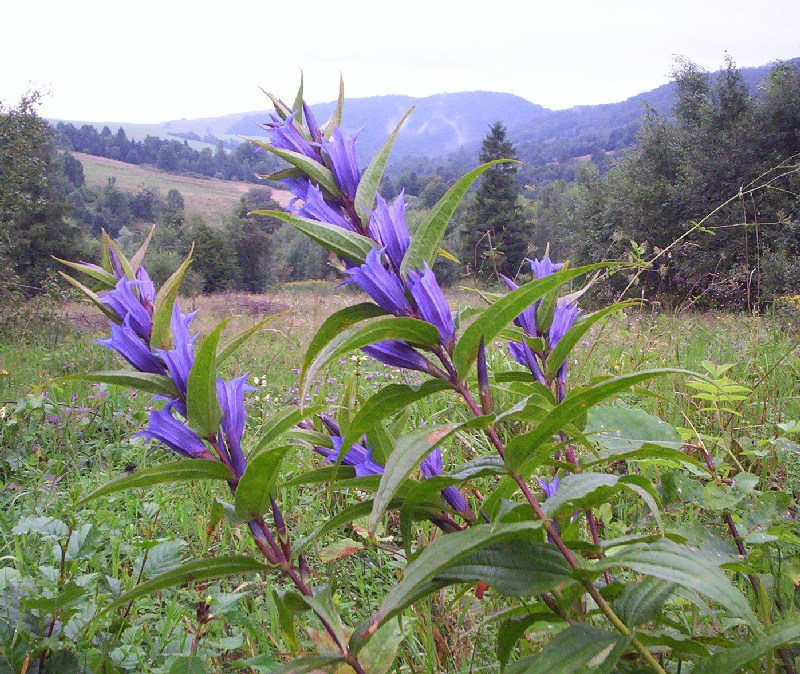
Goryczka trojeściowa w Bieszczadach

Goryczka trojeściowa, g. trojeściowata (Gentiana asclepiadea L.) – gatunek rośliny należący do rodziny goryczkowatych. Jeden z największych gatunków krajowych goryczek. Rośnie w górach południowej i środkowej Europy, oraz na Kaukazie. W Polsce jest pospolity w całym paśmie Karpat oraz w Karkonoszach. Spotkać go też można w Górach Świętokrzyskich i w okolicach Ojcowa, ale jest tam znacznie rzadsza.

## Morfologia
ŁodygaWzniesiona, czasami łukowato zwisła, gładka i cienka. Osiąga 1 m wysokości. Pod ziemią roślina posiada długie, żółtego koloru kłącze, silnie poskręcane.
LiścieDługie, szeroko lancetowate lub jajowate, zaokrąglone przy nasadzie, na końcu zaostrzone, siedzące. Blaszka liściowa z wyraźnie widocznymi nerwami, całobrzega. Liście normalnie są ustawione nakrzyżlegle, ale u roślin rosnących w cieniu ustawione są naprzeciwlegle w dwóch rzędach.
KwiatyWyrastają po jednym, lub po dwa w górnej części łodygi z kątów liści. Korona o długości ok. 5 cm jest zrosłopłatkowa. Płatki korony mają barwę ciemnolazurową, błękitną, lub różową. Czasami (rzadko) zdarzają się okazy o białych kwiatach, zaliczane do formy albiflora. Z zewnętrznej strony korona jest jaśniejsza niż wewnątrz i ma podłużne smugi. Płatki w górnej części korony są silnie wywinięte na zewnątrz. Kielichy mają zrosłodziałkowe z 5 małymi ząbkami. Pręciki o białych pylnikach są zrośnięte i otaczają szyjkę słupka. Słupek ma płaskie, podzielone na dwie części znamię.
OwocDwudzielna, podłużna torebka. Zielono ubarwione, okrągłe nasiona posiadają skrzydełka.

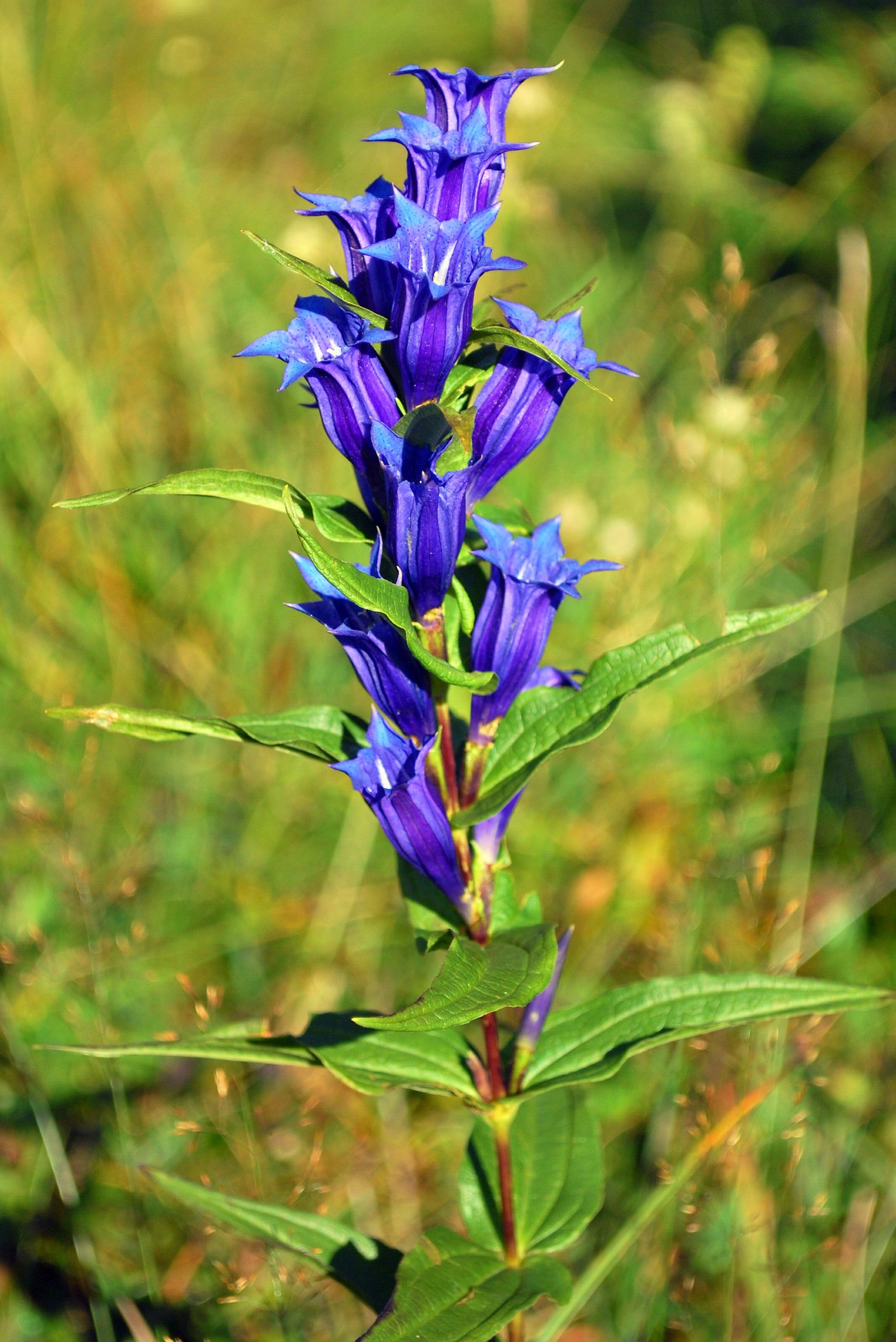
Pokrój, liście
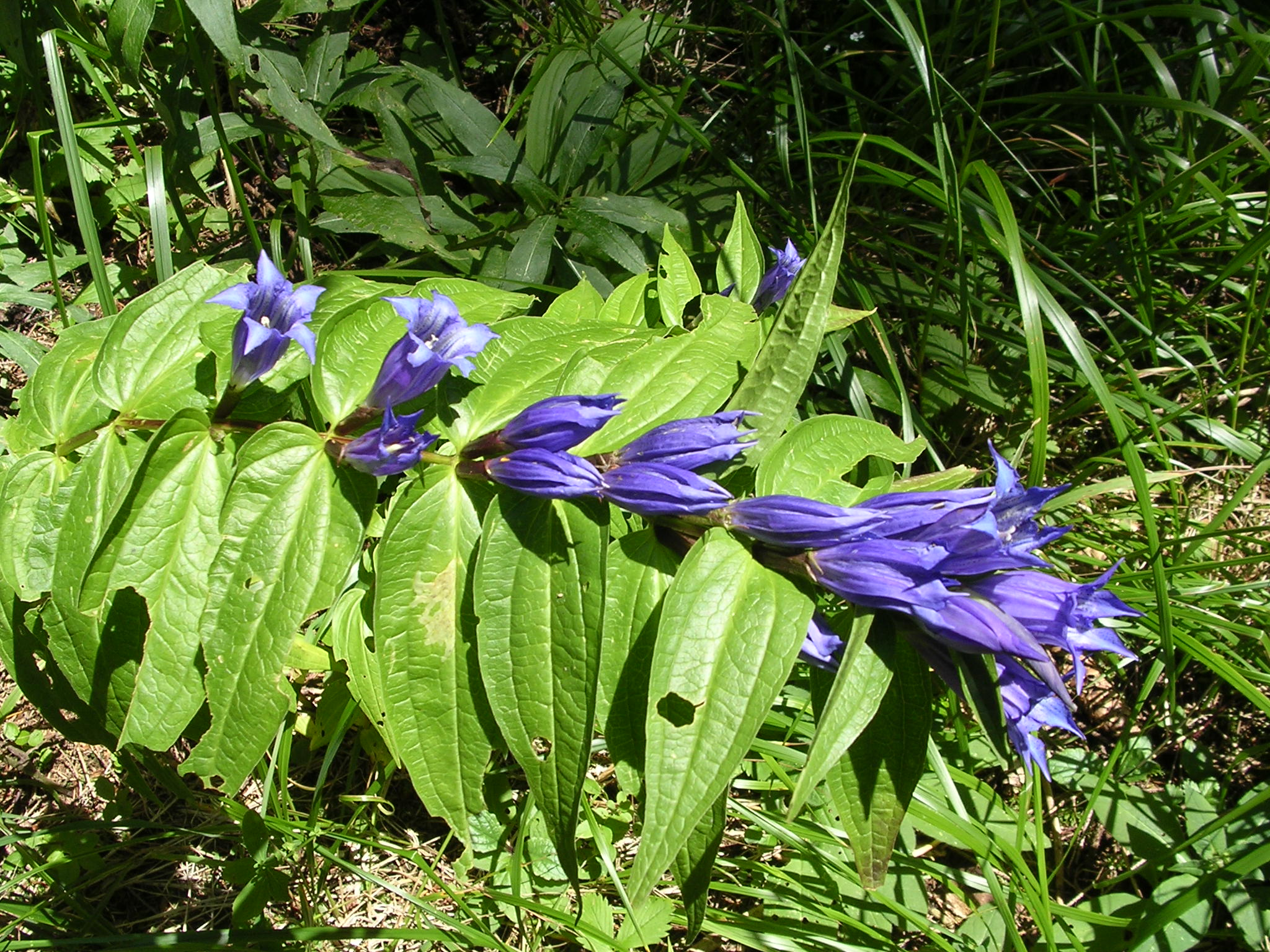
Okaz z liśćmi naprzeciwległymi
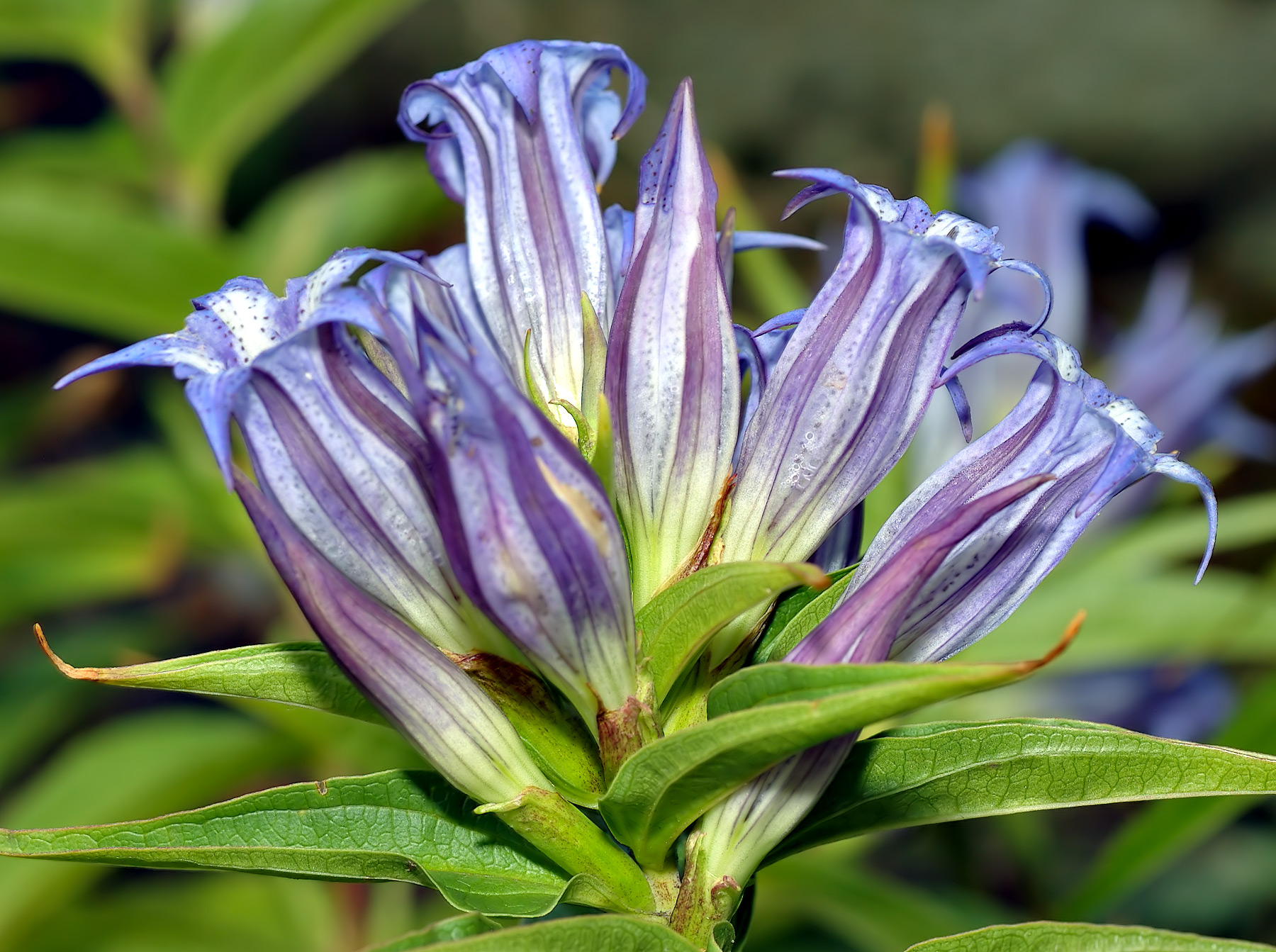
Kwiaty
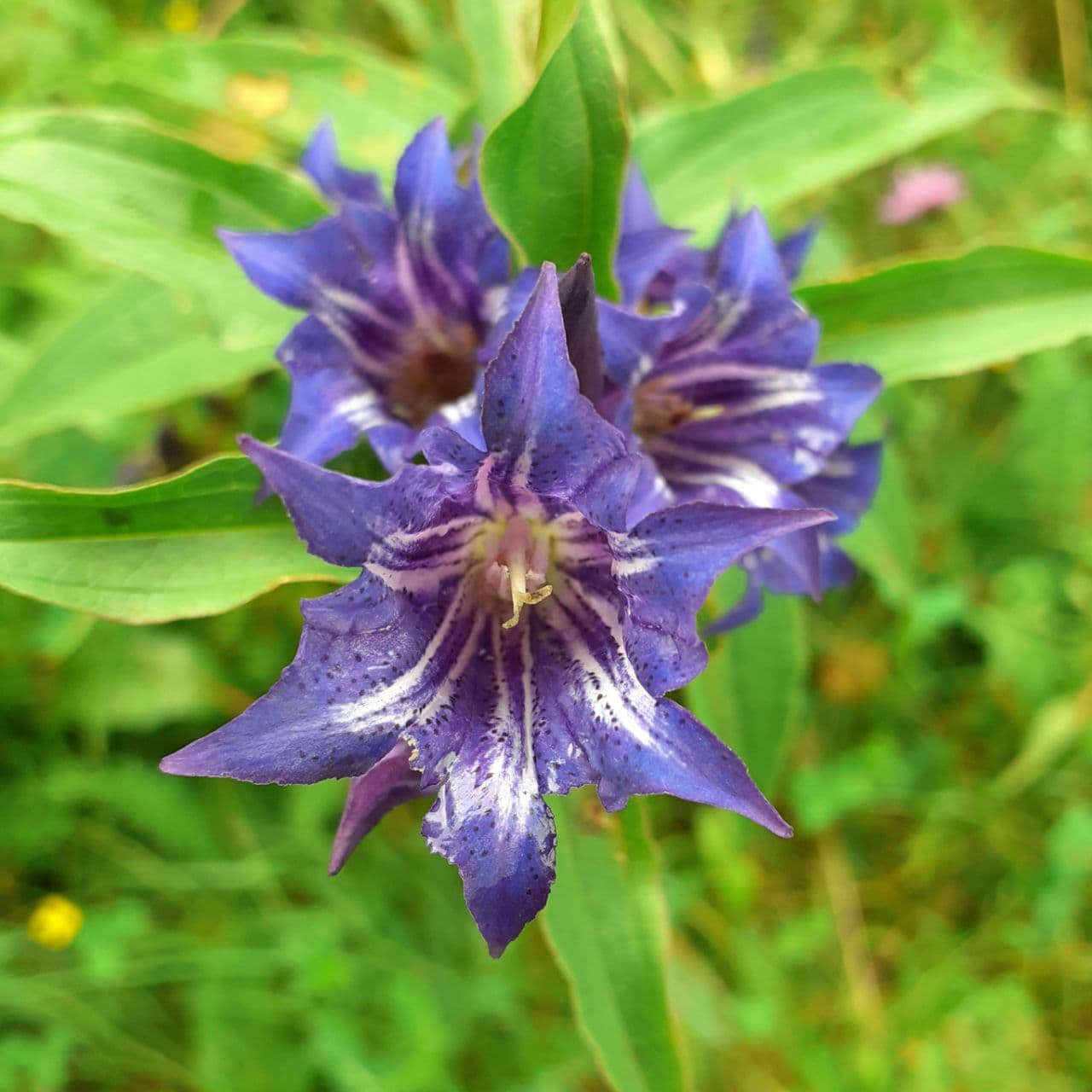
Kwiaty

## Biologia i ekologia
RozwójBylina, hemikryptofit. Kwitnie od lipca do września. Przedprątne kwiaty zapylane są głównie przez trzmiele.
SiedliskoRoślina górska. Rośnie na obrzeżach lasów, na polanach śródleśnych, halach górskich, na piargach, brzegach potoków, w kosówce, pomiędzy skałami. Jest częstym składnikiem ziołorośli górskich. Jest niewymagająca – rośnie na różnych typach podłoża, zarówno na wapieniu, jak i na podłożu niewapiennym. W Tatrach dochodzi do wysokości 1900 m n.p.m. Najwyższe jej stanowisko znajduje się na Miedzianym. Zwykle tworzy populacje liczące po kilkaset osobników, rzadziej kilka tysięcy.
Cechy fitochemiczneRoślina trująca. Ziele zawiera trującą gencjopikrynę, korzenie trujące alkaloidy – gencjaninę i gencjanidynę. U ludzi powodują one przekrwienie błony śluzowej i wzmożenie kurczliwości żołądka, nudności i wymioty. Zwierzęta nie jedzą tej rośliny, ze względu na jej gorzki smak.
GenetykaLiczba chromosomów 2n= 44.

## Zagrożenie i ochrona
W Polsce gatunek znajdował się pod ochroną częściową od 1957 roku, jako jedyny gatunek goryczki nie objęty był ochroną ścisłą aż do roku 2004. Od 2014 roku ponownie podlega ochronie częściowej. Zagrożenie dla rośliny stanowi pozyskiwanie w dużych ilościach jej kłączy do celów leczniczych z naturalnych stanowisk.

## Nazewnictwo
- Przez Górali nazywana była świecznikiem (przypomina nieco swoim wyglądem świeczniki kościelne).
- Nazwa goryczka pochodzi od gorzkich substancji wytwarzanych przez rośliny z rodzaju goryczka.